# Empire timouride
1370–1507
Entités précédentes :
- Khanat de Djaghataï
- Horde d'or
- Qara Qoyunlu
- Muzaffarides
- Jalayirides

Entités suivantes :
- Séfévides
- Aq Qoyunlu
- Chaybanides
- Khanat de Khiva

Les Timurides ou Timourides (en persan : تیموریان, Teymouriān en turc Timurlular) sont les descendants de Tamerlan (ou Timur Leng, Timur le boiteux) qui, malgré des luttes intestines et extérieures, gouvernèrent l'Empire timouride de 1405 à 1507, date à laquelle il tomba aux mains des Ouzbeks de la dynastie des Chaybanides, descendants de Gengis Khan. Comme leur ancêtre, ils portaient le titre de grand émir.

## Histoire

### Tamerlan
Tamerlan est connu pour une série de raids et de conquêtes qui le mit à la tête d'un immense territoire comprenant la plus grande partie de l'Asie centrale et de l'Iran actuel. Parmi les raids et les conquêtes de Tamerlan, on peut mentionner le pillage de Delhi en 1398, alors siège du puissant et prospère sultanat de Delhi, ainsi que la victoire sur l'Empire ottoman en 1402. 
Les quatre fils de Tamerlan furent : Djahangir (mort en 1376), Omar Cheikh Ier (mort en 1391), Miran Shah (devenu fou, mort en 1408) et Shahrokh.
L'empire fondé par Tamerlan ne survécut que peu de temps à la mort de son fondateur. Ses successeurs durent faire face à de nombreuses révoltes dans les territoires conquis. Ils peuvent néanmoins faire figure de souverains éclairés, dont l'intérêt pour les sciences et les arts conduisirent à une brève éclosion culturelle au cours du XVe siècle, la Renaissance timouride.

### Renaissance timouride
Ils initièrent une ère artistique et culturelle brillante appelée Renaissance timouride, dont les deux phares furent Hérat et Samarcande. Trois personnalités remarquables furent :
- Oulough Beg, gouverneur de Samarcande rattaché à son père Shah Rukh qui régnait à Hérat de 1409 à 1447, puis grand émir de 1447 à 1449, fut un remarquable astronome.
- Husayn Bayqara, grand émir installé à Hérat de 1469 à 1506, fut un grand mécène et fit travailler le poète et mystique persan Djami, le poète turc Mir Alisher Navoï et le peintre Behzad, grand maître de la miniature persane.
- Babur, fils d'Omar Cheikh II, gouverneur du Ferghana à 11 ans, s'installa à Kaboul en 1504 lors de l'avancée des Chaybanides et, de là, conquit en 1526 l'Inde du Nord où il fonda la dynastie des Moghols.

### Un déclin rapide
L'empire timouride, rapidement menacé par les invasions répétées des Ouzbeks, doit leur céder beaucoup de territoires. De plus, à la mort d'Ulugh Beg, le dernier véritable émir timouride, ses successeurs se partagent le territoire et réclament tour à tour l'empire, mettant un terme à son unité et à sa puissance. L'empire ne survit pas à cette guerre civile et s'efface devant les Séfévides comme puissance dominante dans la région.

## Liste des souverains de la dynastie timouride

### Les Timourides de Transoxiane (Samarcande)
| Portrait  | Nom                                          | Règne       | Remarques |
| --------- | -------------------------------------------- | ----------- | --- |
| Tamerlan  | Tamerlan (9 avril 1336 – 17/19 février 1405) | 1370 – 1405 | Éponyme et fondateur de la dynastie. |
|           | Pir Muhammad (vers 1374 – 22 février 1407)   | 1405 – 1407 | Fils de Djahangir (mort en 1376), le fils aîné de Tamerlan, qui le choisit pour successeur. Il meurt assassiné. |
|           | Khalil Sultan (1384 – 4 novembre 1411)       | 1405 – 1409 | Fils de Miran Shah, le troisième fils de Tamerlan. À la mort de son grand-père, il prend le contrôle de Samarcande où il règne jusqu'à sa déposition par Chahrokh. Celui-ci le nomme gouverneur de Ray, poste qu'il occupe jusqu'à sa mort. |
| Chahrokh  | Chahrokh (21 juillet 1377 – 13 mars 1447)    | 1405 – 1447 | Quatrième fils de Tamerlan. À la mort de son père, il prend le contrôle du Khorassan, puis évince progressivement les autres prétendants au trône et garde Hérat pour capitale.                                                             |
| Ulugh Beg | Ulugh Beg (22 mars 1394 – 27 octobre 1449)   | 1447 – 1449 | Fils de Chahrokh, il ramène sa capitale à Samarcande. Il meurt assassiné sur l'ordre de son fils Abd ul-Latif. |
|           | Abd ul-Latif (1420 – 9 mai 1450)             | 1449 – 1450 | Fils d'Ulugh Beg. Arrivé au pouvoir en faisant tuer son père, il est à son tour assassiné quelques mois plus tard. |
|           | Abd Allah (après 1410 – juin 1451)           | 1450 – 1451 | Fils d'Ibrahim Sultan et petit-fils de Chahrokh. |
| Abou Saïd | Abou Saïd (1424 – 8 février 1469)            | 1451 – 1469 | Fils de Muhammad Mirza et petit-fils de Miran Shah. Il reprend le contrôle du Khorassan en 1459. |
|           | Sultan Ahmed (1451 – 1494)                   | 1469 – 1494 | Fils d'Abou Saïd. |
|           | Sultan Mahmud (1453 – 1495)                  | 1494 – 1495 | Fils d'Abou Saïd. |
|           | Massud, Baysunghur et Ali                    | 1495 – 1500 | Fils de Mahmud, ces trois frères se disputent la Transoxiane jusqu'à sa conquête par le khan ouzbek Mohammad Chaybani. |

### Les Timourides du Khorassan (Herat)
| Portrait       | Nom                               | Règne       | Remarques |
| -------------- | --------------------------------- | ----------- | --- |
|                | Babur (1422 – 1457)               | 1449 – 1457 | Fils de Baysunghur et petit-fils de Chahrokh, il prend le contrôle du Khorassan à la mort d'Ulugh Beg.                                                                                            |
|                | Shah Mahmud (vers 1446 – ?)       | 1457        | Fils de Babur, il est chassé du pouvoir par son cousin Ibrahim Mirza. |
|                | Ibrahim (1440 – 1459)             | 1457 – 1459 | Fils d'Ala al-Dawla Mirza et petit-fils de Baysunghur, il s'empare de Herat au détriment de son cousin Shah Mahmud. Il est vaincu et chassé à son tour par Abou Saïd, le Timouride de Samarcande. |
| Abou Saïd      | Abou Saïd (1424 – 8 février 1469) | 1459 – 1469 | Fils de Muhammad Mirza et petit-fils de Miran Shah, il règne à Samarcande depuis 1451. |
| Husayn Bayqara | Husayn Bayqara (1438 – 1506)      | 1469 – 1506 | Fils de Mansur Mirza et petit-fils d'Omar Cheikh, le deuxième fils de Tamerlan. |
|                | Yadgar Muhammad                   | 1470        | Fils de Sultan Muhammad et petit-fils de Baysunghur, il est proclamé sultan par Ouzoun Hassan de la confédération Aq Qoyunlu, mais il est incapable de s'imposer et finit exécuté.                |
|                | Badi az-Zaman et Muzaffar Hussein | 1506 – 1507 | Fils de Husayn Bayqara, ces deux frères règnent ensemble sur le Khorassan jusqu'à sa conquête par Mohammad Chaybani. Badi az-Zaman meurt en exil en 1517.                                         |

## Arbre généalogique

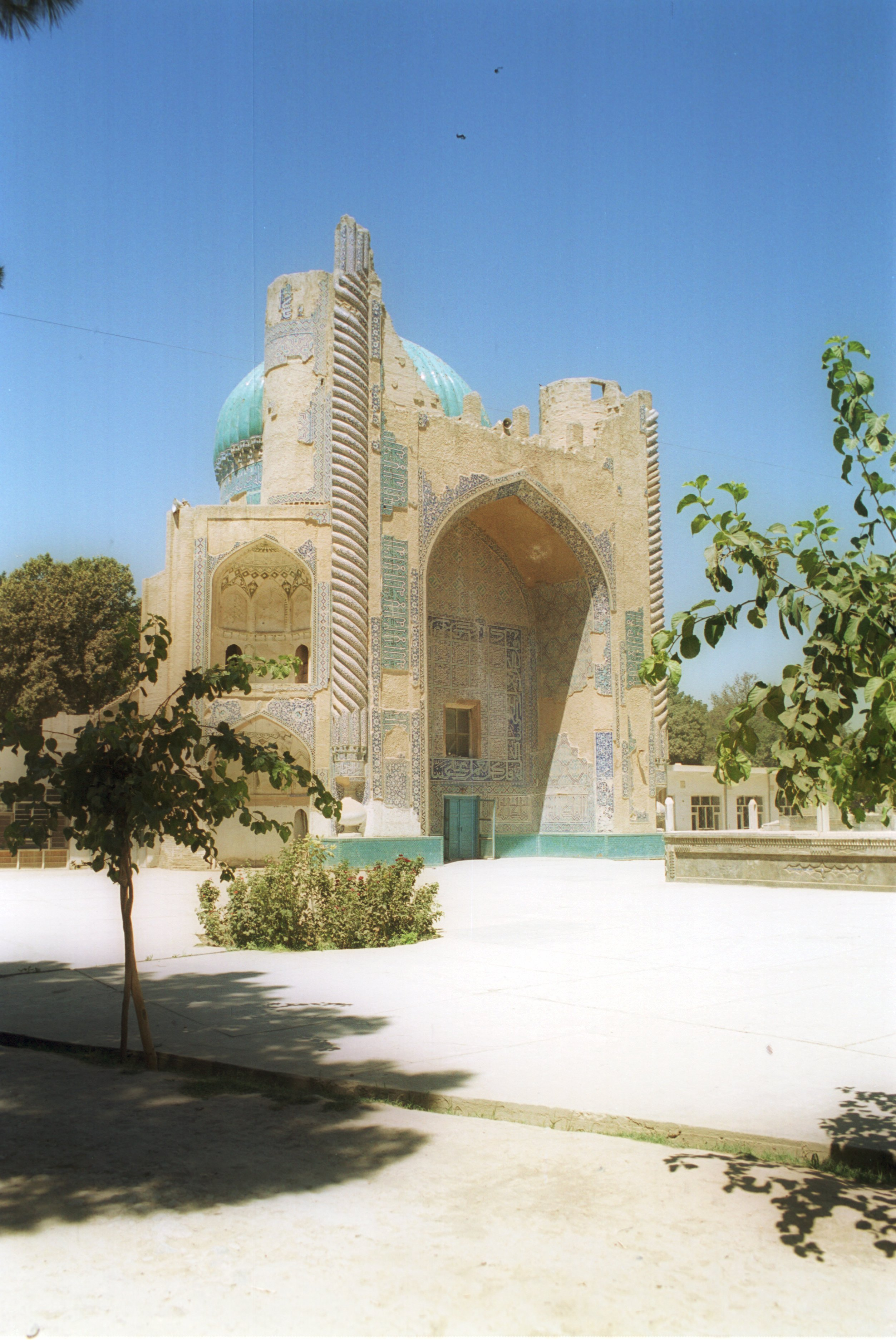
Mausolée de Khwâdja Abou Nasr Pârsâ, à Balkh (Afghanistan), un des rares vestiges d'un ensemble d'édifices d'époque timouride.

- 1. Tamerlan (1336-1405), fondateur de l'Empire timouride
  - Jahangir (1356-1376)
    - 2. Pir Muhammad (1374-1407), souverain de l'Empire timouride
    - Muhammad Sultan (1375-1403)

  - Omar Sheikh (1356-1394)
    - Pir Muhammad (1379-1409)
    - Rustam (1381-1424/1425)
    - Iskandar (1384-1415)
    - Bayqara (1392-1422)
      - Mansour (mort en 1446)
        - Husayn Bayqara (1438-1506), règne à Herat
          - Badi az-Zaman (mort en 1517), règne à Herat
          - Muzaffar Hussein, règne à Herat

  - Miran Shah (1366-1408)
    - Khalil Sultan (1384-1411), règne à Samarcande
    - Muhammad Mirza
      - 5. Abou Saïd (1424-1469), souverain de l'Empire timouride
        - Sultan Ahmad (1451-1494), règne à Samarcande
        - Omar Cheikh II (1456-1494), règne en Ferghana
          - Babur (1483-1530), fondateur de l'Empire moghol

        - Sultan Mahmud (1453–1495), règne en Badakhshan et à Samarcande
        - Ulugh Beg II (mort en 1502), règne à Kaboul et à Ghazni

  - 3. Chahrokh (1377-1447), souverain de l'Empire timouride
    - 4. Ulugh Beg (1393-1449), souverain de l'Empire timouride
      - Abd ul-Latif (1420-1450), règne à Samarcande

    - Ibrahim Sultan (1394-1435)
      - Abd Allah (1433-1451), règne à Samarcande

    - Muhammad Juki (1402-1444)
    - Baysunghur (1399-1437)
      - Ala al-Dawla (1417–1460)
        - Ibrahim Mirza (1440-1459), règne à Herat

      - Sultan Muhammad (1418-1452), règne à Herat
        - Yadgar Muhammad Mirza, règne à Herat

      - Abul-Qasim Babur (1427-1457), règne à Herat
        - Mirza Shah Mahmud, règne à Herat